# TOPtrendy 2003
I Sopot TOPtrendy Festiwal odbył się w dniach 2 i 3 lipca 2003 w Operze Leśnej w Sopocie.

## Koncert TOP
Koncert TOP odbył się 2 lipca. Udział w nim wzięli artyści, którzy sprzedali najwięcej płyt w okresie lipiec 2001 – grudzień 2002.

### Klasyfikacja TOP 10
1. Ich Troje
2. Golec uOrkiestra
3. Anna Maria Jopek
4. Edyta Górniak
5. Kasia Kowalska
6. Łzy
7. Wilki
8. Raz, Dwa, Trzy
9. Stachursky
10. Myslovitz

## Koncert Trendy
Koncert Trendy odbył się 3 lipca. Był on poświęcony najnowszym i najciekawszym wykonawcom ostatniego roku. Wykonawcy do koncertu trendy wybierani byli wspólnie przez Ekspertów Festiwalu i widzów Telewizji Polsat. Gwiazdą wieczoru byłą łotewska grupa Brainstorm.

### Uczestnicy
1. Andrzej Smolik – zwycięzca
2. Marcin Rozynek
3. Kasia Klich
4. Tomek Makowiecki
5. Cool Kids of Death
6. Oxy.gen
7. Warsaw[1]